# Scrupocellaria longispinosa
Scrupocellaria longispinosa är en mossdjursart. Scrupocellaria longispinosa ingår i släktet Scrupocellaria och familjen Candidae.
Artens utbredningsområde är Röda havet. Inga underarter finns listade i Catalogue of Life.